# Eleições gerais no Botsuana em 2009
As eleições gerais botsuanas de 2009 foram realizadas em 16 de outubro. Elas foram as décimas eleições gerais desde a independência do país em 1966. O Parlamento do Botswana tem 61 assentos, dos quais 57 são escolhidos através de um sistema de pluralidade dos votos, o que significa que existem no país 57 distritos eleitorais, e cada um elege um deputado. Os outros quatro assentos do Parlamento são escolhidos pelos deputados eleitos. Além do Parlamento, os eleitores também escolheram seus representantes nos conselhos locais.

## Partidos
Todos os partidos que conquistaram assentos no Parlamento nas eleições gerais de 2004 competiram no pleito de 2009: o Partido Democrático do Botswana (PDB), a Frente Nacional do Botswana (FNB) e o Partido do Congresso do Botswana (PCB). Vários partidos pequenos também participaram do pleito, assim como 15 candidatos independentes em 13 distritos eleitorais.
O PDB lançou candidatos em todos os 57 distritos do país. Seu líder, o atual presidente da nação, Ian Khama, não lançou sua candidatura, mas seu vice, Mompati Merafhe, concorreu por seu assento em Mahalapye West. O PDB ganhou todas as eleições em Botsuana desde a independência do país.
O líder da FNB, Otsweletse Moupo, também não lançou sua candidatura. Ele pretendia concorrer à reeleição pelo distrito de Gaborone West North, mas perdeu nas primárias do partido. Especulou-se, então, que ele tentaria a indicação do partido pelo distrito de  Gaborone South, mas Moupo acabou decidindo não participar do pleito. Nas eleições gerais de 2004, Moupo havia concorrido pelo distrito de Selebi-Phikwe West, mas perdeu para o candidato do PDB Kavis Kario. Ele foi eleito para o Parlamento pelo distrito de Gaborone West North num pleito organizado em 2005 após a morte do deputado do FNB Paul Rantao.
O PCB é aliado do Movimento da Aliança do Botswana (MAB) e eles apóiam os candidatos uns dos outros. O PCB-MAB lançou candidatos em 46 distritos eleitorais, apesar de que apenas 36 foram citados no website da coligação. O líder do PCB, Gilson Saleshando, concorreu à eleição pelo distrito de Selebi-Phikwe West, cujo assento pertencia a Kavis Kario do PDB antes da eleição.

## Pesquisas de opinião
Poucas pesquisas científicas de opinião foram feitas durante a campanha eleitoral, o que impediu medir precisamente a opinião pública.
| Data                                   | Instituto                                | PDB | FNB | PCB | Outros / Nenhum |
| -------------------------------------- | ---------------------------------------- | --- | --- | --- | --------------- |
| 28 de setembro – 16 de outubro de 2008 | Universidade do Botswana / Afrobarometer | 63% | 13% | 8%  | 10%             |

## Problemas
O PDB experimentou grandes problemas internos antes das eleições, com o presidente Khama ameaçando expulsar do partido o ex-ministro de seu gabinete Daniel Kwelagobe, líder da facção Barata-Phathi do BDP. Apesar de Khama e Kwelagobe terem feito as pazes, a estabilidade dentro do PDB foi seriamente abalada.
Como as eleições são organizadas por policiais e oficiais de votação, foi planejado para que estes votassem antes do eleitorado em geral em 29 de setembro. Entretanto, devido a um problema de impressão na tipografia de Joanesburgo responsável pela fabricação das cédulas eleitorais, o pleito dos policiais e dos oficiais foi suspendido. Eles tiveram que votar em 16 de outubro, com o resto do eleitorado, o que representou um problema para os oficiais estacionados em seções eleitorais longe daquelas em que votam. O PCB ameaçou processar a Comissão Eleitoral Independente por causa do problema.

## Resultado
O PDB conquistou a maioria dos assentos e formará o novo governo. O partido opositor FNB perdeu metade dos assentos que havia conquistado nas eleições anteriores. Já a aliança PCB-MAB conquistou quatro assentos a mais do que no último pleito.
| Partido                                | Votos | % | +/– | Assentos | +/– |
| -------------------------------------- | ----- | - | --- | -------- | --- |
| Partido Democrático do Botswana        |       |   |     | 45       | +1  |
| Frente Nacional do Botswana            |       |   |     | 6        | −6  |
| Partido do Congresso do Botswana       |       |   |     | 4        | +3  |
| Movimento da Aliança do Botswana       |       |   |     | 1        | +1  |
| Partido do Povo do Botswana            |       |   |     | 0        | ±0  |
| Movimento Marx, Engels, Lênin, Stálin  |       |   |     | 0        | ±0  |
| Organização Tlhoko Tiro                |       |   |     | 0        | ±0  |
| Independentes                          |       |   |     | 1        | +1  |
| Fonte: Comissão Eleitoral Independente |       |   |     |          |     |